# كينغا من بولندا
القديسة كينغا من بولندا (المعروفة أيضا بـ كونيغوند؛ البولندية:Święta Kinga؛ المجرية:Szent Kinga؛ 5 مارس 1224 - 24 يوليو 1292)؛ هي قديسة في الكنيسة الكاثوليكية، وأيضا هي شفيعة بولندا وليتوانيا.

## السيرة الذاتية
ولدت كينغا في ازترغوم، مملكة المجر؛ هي الابنة الثانية لـ بيلا الرابع ملك المجر وزوجته البيزنطية ماريا لاسكارينا، وأيضا عمتها هي القديسة إليزابيث من المجر وخالتها الكبرى القديسة هيدويغ من سيليزيا، وأيضا هي شقيقة القديسة مارغريت من المجر والمطوبة يولاندا من بولندا، تزوجت الأميرة على مضضة من بوليسلاف الخامس "العفيف"، وأصبحت الأميرة بعد اعتلى زوجها العرش "دوقة بولندا الكبرى"؛ فعلى الرغم من الزواج، أخذ الزوجين نذراً للعفة.
خلال فترة حكمها اشتركت كينغا في الأعمال الخيرية مثل زيارة الفقراء ومساعدة مرضى الجذام، وعندما توفي زوجها في 1279، قامت ببيع جميع ممتلكاتها المادية وأعطت الأموال للفقراء، وسرعان لم ترغب في حكم المملكة التي تركت لها، وقررت أن تصبح أحد الراهبات كلارا الفقيرة في دير في سانديك، بحيث كانت تقضى بقية حياتها في صلاة التأملية ولم تسمح لأي أحد بالإشارة إليها كـ"دوقة بولندا الكبرى"، وتوفيت في 24 يوليو 1292.
في 1690 قام البابا ألكسندر الثامن بتطويب كينغا، وفي 1695 أصبحت شفيعة الرئيسية لـ بولندا وليتوانيا، وفي 16 يونيو 1999 تم تقديسها من قبل يوحنا بولس الثاني.